# Chercheuses d'or de 1935
Pour plus de détails, voir Fiche technique et Distribution.
Chercheuses d'or de 1935 ou Palace hôtel (Gold Diggers of 1935) est un film musical américain réalisé par Busby Berkeley, sorti en 1935. Le film reçut l'Oscar de la meilleure chanson originale.

## Synopsis
Un étudiant en médecine, Dick Curtis, travaille pendant l'été dans un hôtel de luxe, le Wentworth Plaza Hotel. Arrivent à l'hôtel Mrs. Mathilda Prentiss et sa fille, Ann ; Mrs. Prentiss souhaite que sa fille épouse T. Mosely Thorpe, un homme fortuné. Elle engage Nicolai Nicoleff pour mettre en scène le nouveau spectacle dont elle a la charge. Pendant ce temps, Dick et Ann tombent amoureux l'un de l'autre.

## Fiche technique
- Titre original : Gold Diggers of 1935
- Titre français : Chercheuses d'or de 1935
- Réalisation : Busby Berkeley
- Scénario : Robert Lord, Manuel Seff et Peter Milne
- Direction artistique : Anton Grot
- Costumes : Orry-Kelly
- Photographie : George Barnes
- Montage : George Amy
- Chansons : Al Dubin, Harry Warren
- Pays de production :  États-Unis
- Société de production : Warner Bros. Pictures
- Format : Noir et blanc - 1,37:1 - Mono
- Genre : Comédie et film musical
- Durée : 95 minutes
- Date de sortie : 
  - États-Unis : 15 mars 1935

## Distribution
- Dick Powell : Dick Curtis
- Adolphe Menjou : Nicoleff
- Gloria Stuart : Ann Prentiss
- Alice Brady : Mme Prentiss
- Hugh Herbert : T. Mosley Thorpe
- Glenda Farrell : Betty Hawes
- Frank McHugh : Humbolt Prentiss
- Joseph Cawthorn : Schultz
- Grant Mitchell : Louis Lamson
- Dorothy Dare : Arline Davis
- Wini Shaw : Winny

Acteurs non crédités :
- Nora Cecil : la gouvernante
- Sam McDaniel : un portier

## Chansons du film
- I'm going shopping with you - Harry Warren, Al Dubin
- The Words are in my Heart - Harry Warren, Al Dubin
- The Lullaby of Broadway - Harry Warren, Al Dubin, Oscar de la meilleure chanson originale lors de la 8e cérémonie des Oscars.